# Новомусино (Старомусинська сільська рада)
Новому́сино (рос. Новомусино, башк. Яңы Муса) — присілок у складі Кармаскалинського району Башкортостану, Росія. Входить до складу Старомусинської сільської ради.
Населення — 233 особи (2010; 333 в 2002).
Національний склад:
- башкири — 75 %